# Royal Rumble 2013
Royal Rumble 2013 was een pay-per-viewevenement in het professioneel worstelen dat geproduceerd werd door de WWE. Dit evenement was de 26e editie van Royal Rumble en vond plaats in de US Airways Center in Phoenix (Arizona) op 27 januari 2013.

## Achtergrond
In de 1000ste Raw-aflevering van 23 juli 2012, kondigde The Rock aan dat hij op Royal Rumble de huidige kampioen wilde uitdagen voor het WWE Championship, wie dat ook moge zijn. In de Raw-aflevering van 7 januari 2013, behield WWE Champion CM Punk de titel door Ryback te verslaan, nadat The Shield de wedstrijd verstoorde. Door deze overwinning nam Punk het, op het evenement, op tegen The Rock voor de titel.
In de Raw-aflevering van 31 december 2012, kondigde John Cena aan dat hij officieel de eerste deelnemer was om deel te nemen aan de Royal Rumble match. In de SmackDown-aflevering van 4 januari 2013, bevestigden Randy Orton en Sheamus hun deelname aan de Royal Rumble match en ze zeiden beiden later het World Heavyweight Championship te willen veroveren. Op 7 januari 2013 maakte Dolph Ziggler bekend dat hij ook zou deelnemen aan de Royal Rumble match om Cena tegen te houden. Later op dat avond kondigden 3MB (Heath Slater, Jinder Mahal & Drew McIntyre) aan dat ze ook deelnamen aan die wedstrijd.

## Wedstrijden
| Nr.                                                                          | Match | Winnaar(s)          |
| ---------------------------------------------------------------------------- | --- | ------------------- |
| PS                                                                           | Antonio Cesaro (c) vs. The Miz in een een-op-eenmatch voor het WWE United States Championship               | Antonio Cesaro (c)  |
| 1                                                                            | Alberto Del Rio (c) vs. Big Show in een Last Man Standing match voor het WWE World Heavyweight Championship | Alberto Del Rio (c) |
| 2                                                                            | Team Hell No (c) vs. Team Rhodes Scholars in een tag team match voor het WWE Tag Team Championship          | Team Hell No (c)    |
| 3                                                                            | Traditionele Royal Rumble match met "30" worstelaars                                                        | John Cena           |
| 4                                                                            | CM Punk (c) (met Paul Heyman) vs. The Rock in een een-op-eenmatch voor het WWE Championship                 | The Rock (nc)1      |
| (c) huidige kampioen voor en na de match \| (nc) nieuwe kampioen na de match | |                     |

1CM Punk won de wedstrijd nadat The Shield The Rock door de commentatorentafel heen gooide. Na de wedstrijd daagde WWE-voorzitter Vince McMahon op en op verzoek van The Rock herstartte McMahon de wedstrijd, die The Rock legitiem won door CM Punk te verslaan en de WWE Championship veroverde.

### Royal Rumble match
| Entree | Naam            | Orde | Geëlimineerd door                        | # eliminaties | Tijd  |
| ------ | --------------- | ---- | ---------------------------------------- | ------------- | ----- |
| 1      | Dolph Ziggler   | 27   | Sheamus                                  | 2             | 27:43 |
| 2      | Chris Jericho   | 25   | Ziggler                                  | 2             | 47:53 |
| 3      | Cody Rhodes     | 12   | Cena                                     | 4             | 27:39 |
| 4      | Kofi Kingston   | 9    | Rhodes                                   | 2             | 21:18 |
| 5      | Santino Marella | 1    | Rhodes                                   | 0             | 0:55  |
| 6      | Drew McIntyre   | 2    | Jericho                                  | 0             | 2:40  |
| 7      | Titus O'Neil    | 3    | Sheamus                                  | 0             | 7:30  |
| 8      | Goldust         | 5    | Rhodes                                   | 0             | 9:41  |
| 9      | David Otunga    | 4    | Sheamus                                  | 0             | 4:24  |
| 10     | Heath Slater    | 11   | Cena                                     | 1             | 15:49 |
| 11     | Sheamus         | 28   | Ryback                                   | 5             | 37:23 |
| 12     | Tensai          | 7    | Kingston                                 | 0             | 5:37  |
| 13     | Brodus Clay     | 6    | Jericho, Slater, Rhodes, Sheamus & Young | 0             | 3:47  |
| 14     | Rey Mysterio    | 13   | Barrett                                  | 0             | 10:43 |
| 15     | Darren Young    | 8    | Kingston                                 | 1             | 2:51  |
| 16     | Bo Dallas       | 21   | Barrett                                  | 1             | 21:42 |
| 17     | The Godfather   | 10   | Ziggler                                  | 0             | 0:05  |
| 18     | Wade Barrett    | 20   | Dallas                                   | 2             | 17:34 |
| 19     | John Cena       | 30   | -                                        | 4             | 26:39 |
| 20     | Damien Sandow   | 22   | Ryback                                   | 0             | 16:26 |
| 21     | Daniel Bryan    | 16   | Cesaro & Kane                            | 2             | 6:55  |
| 22     | Antonio Cesaro  | 18   | Cena                                     | 1             | 7:50  |
| 23     | The Great Khali | 14   | Kane & Bryan                             | 0             | 3:08  |
| 24     | Kane            | 15   | Bryan                                    | 1             | 1:46  |
| 25     | Zack Ryder      | 17   | Orton                                    | 0             | 2:43  |
| 26     | Randy Orton     | 26   | Ryback                                   | 1             | 10:20 |
| 27     | Jinder Mahal    | 19   | Sheamus                                  | 0             | 2:10  |
| 28     | The Miz         | 24   | Ryback                                   | 0             | 5:08  |
| 29     | Sin Cara        | 23   | Ryback                                   | 0             | 3:27  |
| 30     | Ryback          | 29   | Cena                                     | 5             | 9:06  |